# Comuna Dzîhivka, Iampol
Dzîhivka (în ucraineană Дзигівка) este o comună în raionul Iampol, regiunea Vinița, Ucraina, formată din satele Dziubrove și Dzîhivka (reședința).

## Demografie
Componența lingvistică a satului Dzîhivka
     Ucraineană (98,71%)
     Alte limbi (1,23%)
Conform recensământului din 2001, majoritatea populației satului Dzîhivka era vorbitoare de ucraineană (98,71%), existând în minoritate și vorbitori de alte limbi.